# سرگئی ماکووتسکی
سرگئی ماکووتسکی (روسی: Серге́й Васи́льевич Макове́цкий؛ زادهٔ ۱۳ ژوئن ۱۹۵۸) بازیگر اهل روسیه است.
از فیلم‌ها و مجموعه‌های تلویزیونی‌ای که وی در آن نقش داشته‌است، می‌توان به سقوط امپراتوری و ۱۲ اشاره کرد.
وی همچنین برنده جوایزی همچون هنرمند مردمی روسیه شده است.